# برج ترامپ ورلد

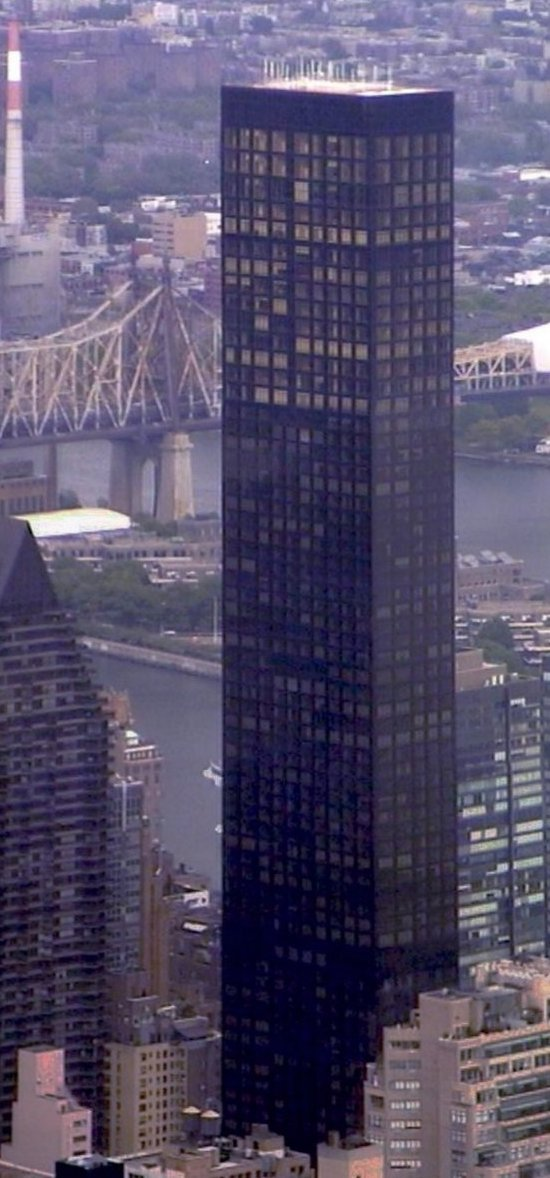
برج ترامپ‌ورلد در منهتن، نیویورک

برج ترامپ‌ورلد (به انگلیسی: Trump World Tower) یک برج مسکونی در محله منهتن در شهر نیویورک در ایالات متحده آمریکا است. ساخت این برج که توسط یک مهندس لهستانی به نام مارتارودزکا طراحی شده‌است، از سال ۱۹۹۹ آغاز و در ۲۰۰۱ میلادی خاتمه یافته‌است. این برج ۲۶۴ متر ارتفاع و ۷۲ طبقه دارد.
این برج بلندترین برج مسکونی در جهان پیش از ساخت برج قرن بیست‌ویکم در دبی و برج سامسونگ در سئول بوده‌است.